# Chropiatkowate
Chropiatkowate (Thelephoraceae Chevall.) – rodzina grzybów należąca do rzędu chropiatkowców (Thelephorales).

## Charakterystyka
Grzyby naziemne lub nadrzewne, bokiem przyrastającym do podłoża. Owocnik nieregularny, rozpostarty o hymenoforze kolczastym, rurkowatym lub gładkim.

## Systematyka
Pozycja w klasyfikacji według Index Fungorum: Thelephorales, Incertae sedis, Agaricomycetes, Agaricomycotina, Basidiomycota, Fungi.
Według aktualizowanej klasyfikacji Index Fungorum bazującej na Dictionary of the Fungi do rodziny tej należą rodzaje:
- Aldrigiella Rick 1934
- Amaurodon J. Schröt.
- Entolomina G. Arnaud 1951
- Gymnoderma Humb. 1793
- Hypochnopsis P. Karst. 1889
- Lenzitopsis Malençon & Bertault 1963
- Odontia Pers. 1794
- Parahaplotrichum W.A. Baker & Partr. 2001
- Phellodon P. Karst. 1881 – korkoząb
- Pleurobasidium G. Arnaud 1951
- Polyozellus Murrill 1910
- Pseudotomentella Svrček 1958
- Skepperia Berk. 1857
- Thelephora Ehrh. ex Willd. 1787 – chropiatka
- Tomentella Pers. ex Pat. – kutnerka
- Tomentellago Hjortstam & Ryvarden 1988
- Tomentellopsis Hjortstam 1970[3]

Nazwy polskie według W. Wojewody.